# Denmark Open 1968
Die Denmark Open 1968 im Badminton fanden in Kopenhagen statt.

## Titelträger
| Disziplin    | Sieger                              |
| ------------ | ----------------------------------- |
| Herreneinzel | Erland Kops                         |
| Dameneinzel  | Eva Twedberg                        |
| Herrendoppel | Ippei Kojima Issei Nichino          |
| Damendoppel  | Hiroe Amano Noriko Takagi           |
| Mixed        | Per Walsøe Pernille Mølgaard Hansen |

## Finalergebnisse
| Disziplin    | Sieger                              | Finalist                    | Ergebnis           |
| ------------ | ----------------------------------- | --------------------------- | ------------------ |
| Herreneinzel | Erland Kops                         | Svend Andersen              | 7–15, 18–14, 17–16 |
| Dameneinzel  | Eva Twedberg                        | Noriko Takagi               | 12–9, 9–11, 12-10  |
| Herrendoppel | Ippei Kojima Issei Nichino          | Henning Borch Erland Kops   | 17–15, 17–16       |
| Damendoppel  | Hiroe Amano Noriko Takagi           | Karin Jørgensen Ulla Strand | 15–11, 15–11       |
| Mixed        | Per Walsøe Pernille Mølgaard Hansen | Svend Andersen Ulla Strand  | 15–2, 15–8         |